# Christian Murro
Christian Murro (født 19. maj 1978) er en italiensk tidligere professionel cykelrytter.